# Amini (kemija)
Amini pripadaju skupini organskih spojeva i imaju najmanje jedan ili više dušikovih atoma u molekuli. Amini se smatraju derivatom amonijaka i strukturalno mu sliče, jedan ili više vodikovih atoma zamijenjeno je s jednom ili više alkilnih ili arilnih organskih skupina.
Slični aminima su amidi no oni su derivati karboksilnih kiselina i imaju karbonilnu skupinu vezanu na amino skupinu, npr.: RC(O)NR2. Amidi i amini imaju različitu strukturu i svojstva, stoga je razlika u nazivu važna.
Amini su centralni spoj jednih od životno najvažnijih kemijskih spojeva – amino kiselina.

## Alifatski amini
Razlikujemo tri vrste amina: primarni, sekundarni i tercijarni, i to s obzirom na broj ugljikovodičnih skupina vezanih na dušikov atom umjesto vodika. Slovo R označava organsku (ugljikovodičnu) skupinu.
| Primarni amin | Sekundarni amin | Tercijarni amin |
| ------------- | --------------- | --------------- |
| primarni amin | sekundarni amin | tercijarni amin |

## Aromatski amini
Aromatski amini na dušikovom atomu imaju vezan aromatski prsten, trivijalno se zovu anilini, primjer je fenilamin.
Anilin i njegovi derivati su u industrijskoj sintezi boja polazni spojevi. Aromatski prsten snižava bazičnost amina ovisno o supstituentima, i prisutnost amino skupine povećava reaktivnost kod aromatskog prstena, zbog elektron-donatora. Jedna od reakcija aromatskih prstena je Goldbergova reakcija.

## Nomenklatura amina
- prefiks N označava supstituciju na dušikovom atomu (npr.: N,N-dimetiletilamin)
- kao prefiks: "amino-"
- kao sufiks: "-amin"

Kod nižih amina koristi se sufiks -amin, a kod viših amina koristi se prefiks amino-.
- Primarni amini:
  - metilamin
  - etanolamin ili 2-aminoetanol

- Sekundarni amini:
  - dimetilamin
  - metiletanolamin ili 2-(metilamino)etanol

- Tercijarni amini:
  - trimetilamin
  - dimetiletanolamin ili 2-(dimetilamin)etanol

Po redoslijedu opadajućeg prioriteta pri odabiru i imenovanju glavne karakteristične skupine, amini su sedamnaesti po redu razredni spojevi.

## Fizička svojstva
1. Vodikova veza znatno utječe na svojstva amina, zbog toga je temperatura vrelišta viša nego u sličnih alkana i niža od sličnih alkohola. Zbog veće elektronegativnosti kisika od dušika, amini su više bazični od alkohola i alkana koji su time kiseliji.
2. Amini manjih relativnih molekulskih masa (metil-, dimetil-, trimetil- i etilamin) su plinovi pri sobnoj temperaturi. Amini veće molekulske mase su tekućine ili čvrste tvari (dietilamin ili trietilamin).
3. Plinoviti amini imaju neugodan miris sličan amonijaku, dok tekući amini mirišu poput pokvarene ribe.
4. Amini s manjim brojem ugljikovih atoma dobro se otapaju u vodi stvarajući vodikove veze, topljivost se smanjuje s povećanjem molekulske mase amina – odnosno hidrofobnog djela molekule.
5. Alifatski amini dobro su topljivi u organskim otapalima, pogotovo polarnim. Primarni amini reagiraju s ketonima kao što je aceton.

## Neke vrste amina

### Alkalodi
Alkaloidi su amini u prirodi, posebice u biljnom svijetu. U prirodi većinom nastaju iz aminokiselina. Većina ih je otrovna, gorka okusa s vrlo jakim farmakološkim učinkom i znaju se upotrebljavati u medicinske svrhe.
Neki alkaloidi:
- Kafein (nalazi se u kavi, čaju, bezalkoholnim pićima, letalna doza kafeina je 10 grama)
- Nikotin (nalazi se u lišću duhana, letalna doza nikotina je 500 miligrama (u krvotoku))
- Morfin (nalazi se u opijumu, osušenom soku iz maka)

### Triptamini
Triptamini su alkaloidi monoamini. Tvore se oko indolnog prstena. Odgovaraju aminokiselini triptofan.
Neki djeluju kao neurotransmiteri, a neki kao halucinogeni (psihoaktivne droge, psihodelične droge)
Primjeri triptamina:
- Serotonin
- Melatonin
- DMT
- Psilocin

Droge vrste triptamina se nalaze u porodici (TiHKAL).

### Feniletilamini
Feniletilamini su alkaloidi monoamini. Odgovaraju aminokiselini fenilalanin. 
Supstituirani feniletilamini su različiti spojevi: neurotransmiteri, hormoni, stimulansi, halucinogeni, antidepresivi
Primjeri feniletilamina:
- Dopamin
- Adrenalin
- Noradrenalin
- Amfetamin
- Metamfetamin
- Meskalin
- MDMA
- Tiramin
- Salbutamol

Druge vrste feniletilamina se nalaze u porodici (PiHKAL).